# Arrildstenen
Arrildstenen (DR 9) er en nu tabt runesten der blev fundet i 1832 nordøst for Arrild ved Ørsbjerg i det østlige Angel i Sydslesvig. På grund af sin beliggenhed i det daværende Nørre Brarup Sogn blev stenen også kaldt Nørre Brarup-sten. 
Stenen blev fundet i en gravhøj, hvor stenen var placeret ret præcist midt mellem to stenrækker. Indskriften på Arrildstenen var ridset på granit og er dateret til 700-900. Sproget i indskriften var olddansk. Stenen og dens indskrift blev beskrevet i en rejsebeskrivelse fra 1847. Indskriften lød "fatur" eller "fabur". Teksten tolkes som et ellers ukendt mandsnavn. Stenen lå ikke langt fra tingpladsen Gulyhøj (Gulyhoi). 